# Ельферсгаузен
Ельферсгаузен (нім. Elfershausen) — громада в Німеччині, розташована в землі Баварія. Підпорядковується адміністративному округу Нижня Франконія. Входить до складу району Бад-Кіссінген. Центр об'єднання громад Ельферсгаузен.
Площа — 34,92 км2. Населення становить 2792 ос. (станом на 31 грудня 2020).